# Clementina (película)
Clementina es una película de Argentina filmada en colores dirigida por Jimena Monteoliva sobre su propio guion escrito en colaboración con Diego Fleischer que se estrenó el 16 de mayo de 2019 y tuvo como actores principales a  Cecilia Cartasegna, Emiliano Carrazzone, Susana Varela y Lalo Rotaveria.

## Sinopsis
Juana fue atacada brutalmente por su esposo, que ahora está prófugo, y vuelve sola a su casa para comenzar su recuperación. Pero allí comienza a oír sonidos extraños, hay objetos que aparecen y luego se pierden, sombras y voces que la persiguen y Juana no sabe si es que su esposo la asecha oculto está oculto, si todo se origina en su imaginación o, incluso, si algo más siniestro está con ella.

## Reparto
Participaron del filme los siguientes intérpretes:
- Cecilia Cartasegna	...	Juana
- Emiliano Carrazzone	...	Mateo
- Susana Varela	...	Olga
- Lalo Rotaveria	...	Ernesto
- Felipe Llach	...	Guido
- Fabiola Bonelli	...	Mercedes
- Julián Teubal	...	Doctor
- Ayar Blasco	...	Enfermero
- Florencia Franco	...	Madre
- Adrián Barrios	...	Padre

## Comentarios
Alejandro Lingenti en La Nación escribió:

”El punto de partida…es impactante: una joven golpeada por su pareja pierde un embarazo avanzado. De ahí en más, su vida se transforma en un calvario y la deteriorada casa en la que vive se vuelve cada vez más tenebrosa. La elección de esa locación y el trabajo de puesta en escena son dos de las fortalezas de este film que aborda un tema espinoso usando con inteligencia los códigos más reconocibles del cine de terror (una referencia es Repulsión, de Roman Polanski). También son buenos los desempeños de los protagonistas, Cecilia Cartasegna y Emiliano Carrazzone.”

Horacio Bernades en Página 12 opinó:

”La yuxtaposición de géneros cinematográficos, registros y verosímiles que intenta la realizadora es riesgosa y a la larga fallida…la película va del fantástico al realismo, y de ahí a un atisbo de cine gore– no está dado de modo que los distintos elementos puedan fusionarse...Comienza con un encuadre magnífico, calibrado en detalle, en el que todos los elementos específicamente cinematográficos se potencian...y se recurre a elementos estéticos clásicos para generar una inquietud sostenida. Sobre todo las zonas vacías en el encuadre, que podrían llenarse con la presencia de lo temido, y algunas figuras borrosas al fondo del plano. Basta que una de esas figuras tome consistencia para pasar a una película enteramente distinta, en la que el más craso realismo impera...Pero...la primera parte...autoriza a guardar expectativas con respecto a sus próximos trabajos. Sobre todo si logra articular un relato a la altura de ese dominio estético.” 

## Premios y nominaciones
Festival de Cine de Horror de Brooklyn 2017
- Clementina nominada al Premio de la Audiencia.

Festival Buenos Aires Rojo Sangre 2017
- Clementina, ganadora del Premio APIMAa la Mejor Producción
- Clementina nominada al Premio a la Mejor Película en la competencia iberoamericana.

Festival de Cine Buenos Aires Rojo Sangre 2016
- Cecilia Cartasegna ganadora del Premio a la Mejor Actuación

Festival Internacional de Cine Fantástico Fantaspoa, 2017
- Cecilia Cartasegna ganadora del Premio a la Mejor Actriz en la competencia iberoamericana
- Clementina nominada al Premio a la Mejor Película en la competencia iberoamericana.

Festival Morbido 2017
- Clementina nominada al Premio Calavera de Plata a la Mejpr Película Latinoamericana.

Ventana Sur 2016
- Ganadora de la sección Blood Window